# Epiphan Patrick Komla Seddoh
Epiphan Patrick Komla Seddoh (* 6. Januar 1925 in Keta; † 8. September 2019 in Accra) war ein ghanaischer Diplomat.

## Leben
Epiphan Patrick Komla Seddoh war der Sohn von Elizabeth Kwamba Seddoh (geb. Byll-Cataria) und Aloysius Komi Seddoh, er wurde am 30. November 1926 in Keta getauft. Von 1930 bis 1941 besuchte er in Keta die römisch-katholische Schule und erwarb ein Standard Seven School Leaving Certificate (Pupils study at least seven subjects). Von 1941 bis 1943 assistierte er seinem Vater, einem Vertreter der GB Ollivant (United Africa Company of Nigeria, ein Tochterunternehmen von Unilever).

## Diplomatischer Werdegang
Von 1967 bis 1969 war Seddoh Botschafter in Paris und gleichzeitig in Madrid und bei der EWG akkreditiert.
Vom 16. Juli 1970 bis 1972 war er Botschafter in Den Haag und gleichzeitig in Brüssel akkreditiert. 1972–1976 war er Botschafter in Paris.
Von 1976 bis 1979 war Seddoh Senior Principal Secretary, Ministry of Cocoa Affairs in Accra (Secrétaire général, Ministère des Affaires du Cacao, Generalsekretär im Kakaoministerium).